# Hércules lucha con el león de Nemea
Hércules lucha con el león de Nemea es un cuadro de Francisco de Zurbarán expuesto en el Museo del Prado de Madrid, España. Está pintado al óleo sobre lienzo, y mide 151 cm de alto por 166 de ancho.
Hércules debía realizar doce trabajos para Euristeo, aunque Zurbarán solo pintó diez para decorar el Salón de Reinos del Palacio del Buen Retiro por razones de espacio. El que nos ocupa se trata del primer trabajo del héroe. Es por esta razón que aparece completamente desnudo, puesto que su vestidura tradicional a la hora de representarle consiste en la piel de este león, que evidentemente va a morir. Son raros los desnudos integrales en el arte español, y más aún los de tema profano, no pintados con la excusa de un San Sebastián, por ejemplo, o un Cristo en la Cruz. Zurbarán probablemente se inspiró para llevar a cabo este en un grabado, pues la musculatura que realiza es muy lineal y de sombreado muy marcado. 
El héroe destaca del resto del lienzo gracias al fogonazo de luz sobre su cuerpo. Del león apenas intuimos la cabeza, puesto que el resto se encuentra esbozado y en la oscuridad. Hércules trató de matarlo primero a flechazos (las flechas se encuentran a sus pies, rotas) pero ante la dificultad se abalanzó directamente sobre la fiera y la mató con sus propias manos. La razón del tema se encuentra en la identificación tradicional del héroe con la dinastía española. Hércules lucha contra el león para librar la región de Nemea de su terror: de la misma manera, el rey español Felipe IV es el protector y defensor de su pueblo.